# Villeneuve-sur-Conie
Villeneuve-sur-Conie è un comune francese di 214 abitanti situato nel dipartimento del Loiret nella regione del Centro-Valle della Loira.
Il suo territorio ospita la sorgente del fiume Conie.

## Società

### Evoluzione demografica
Abitanti censiti